# トランクルーム

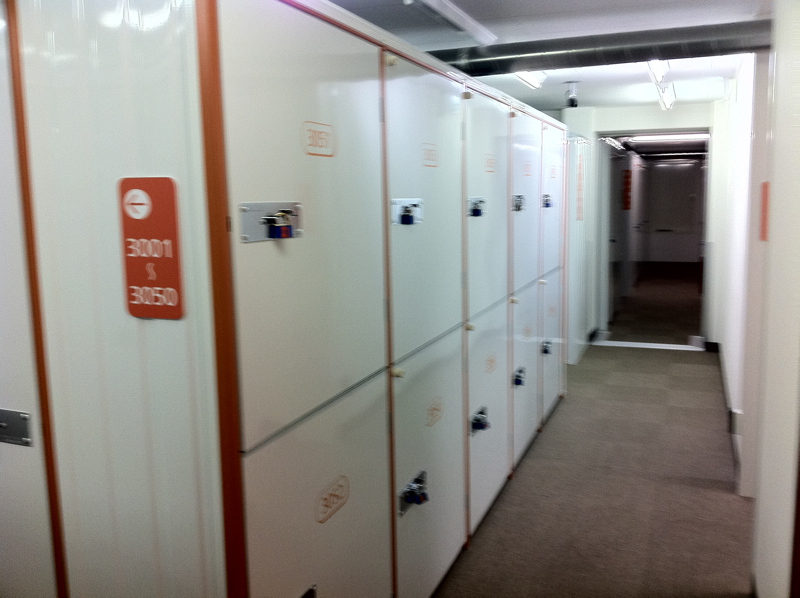
日本の一般的な屋内型トランクルームの内部

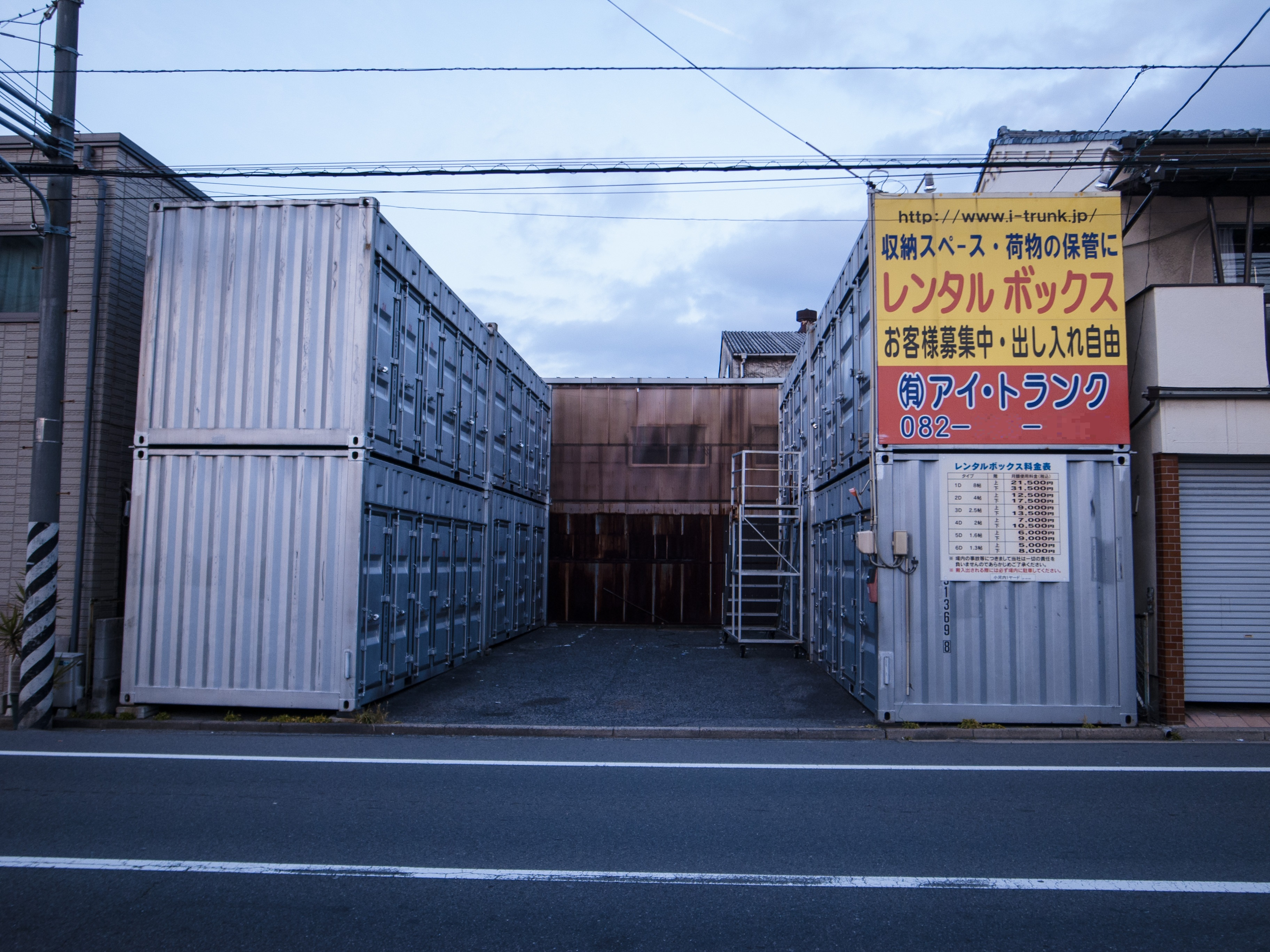
日本の屋外型トランクルーム

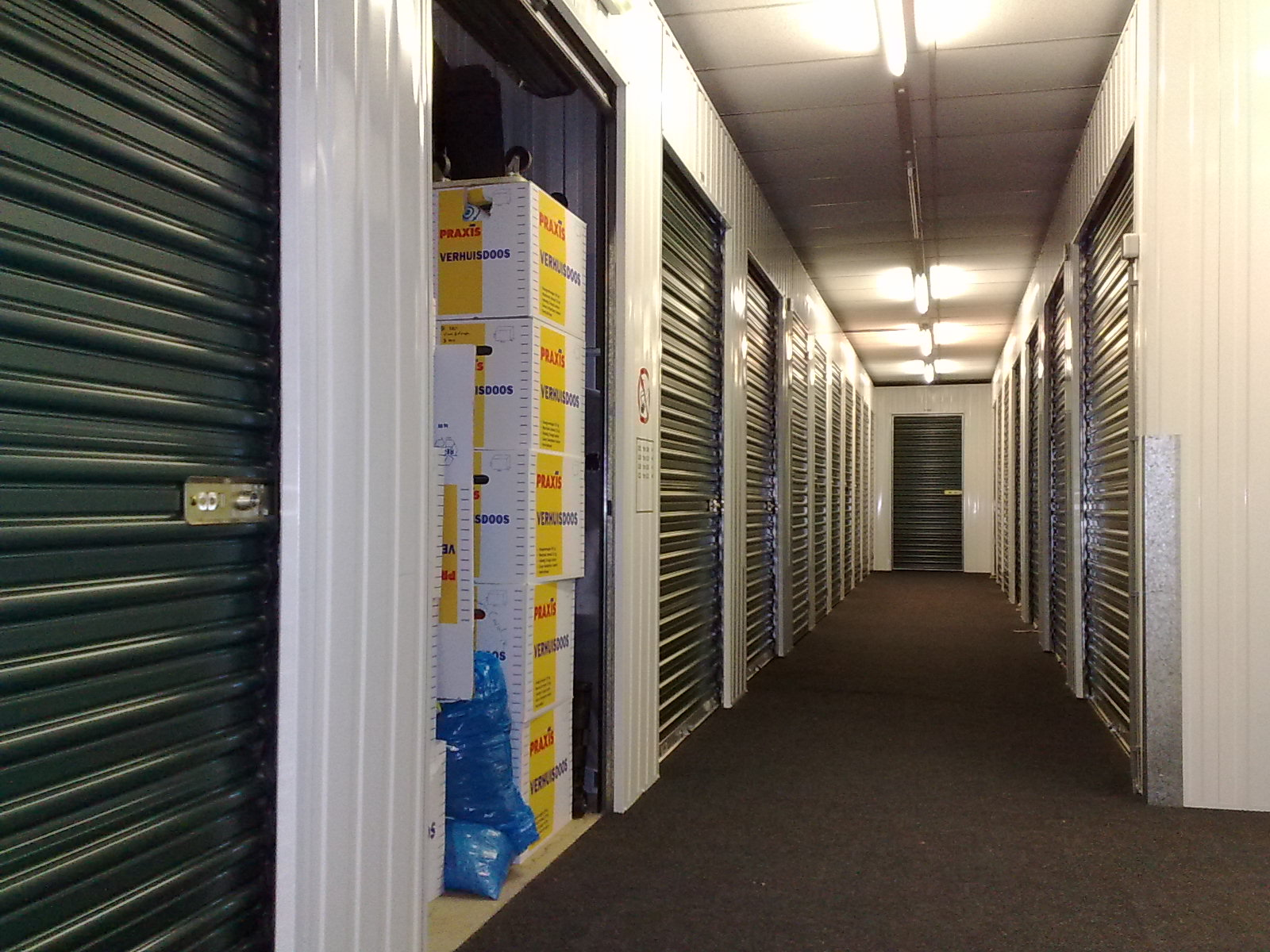
オランダのセルフストレージの内部。各ユニットの入り口がドアではなくシャッターになっているもの

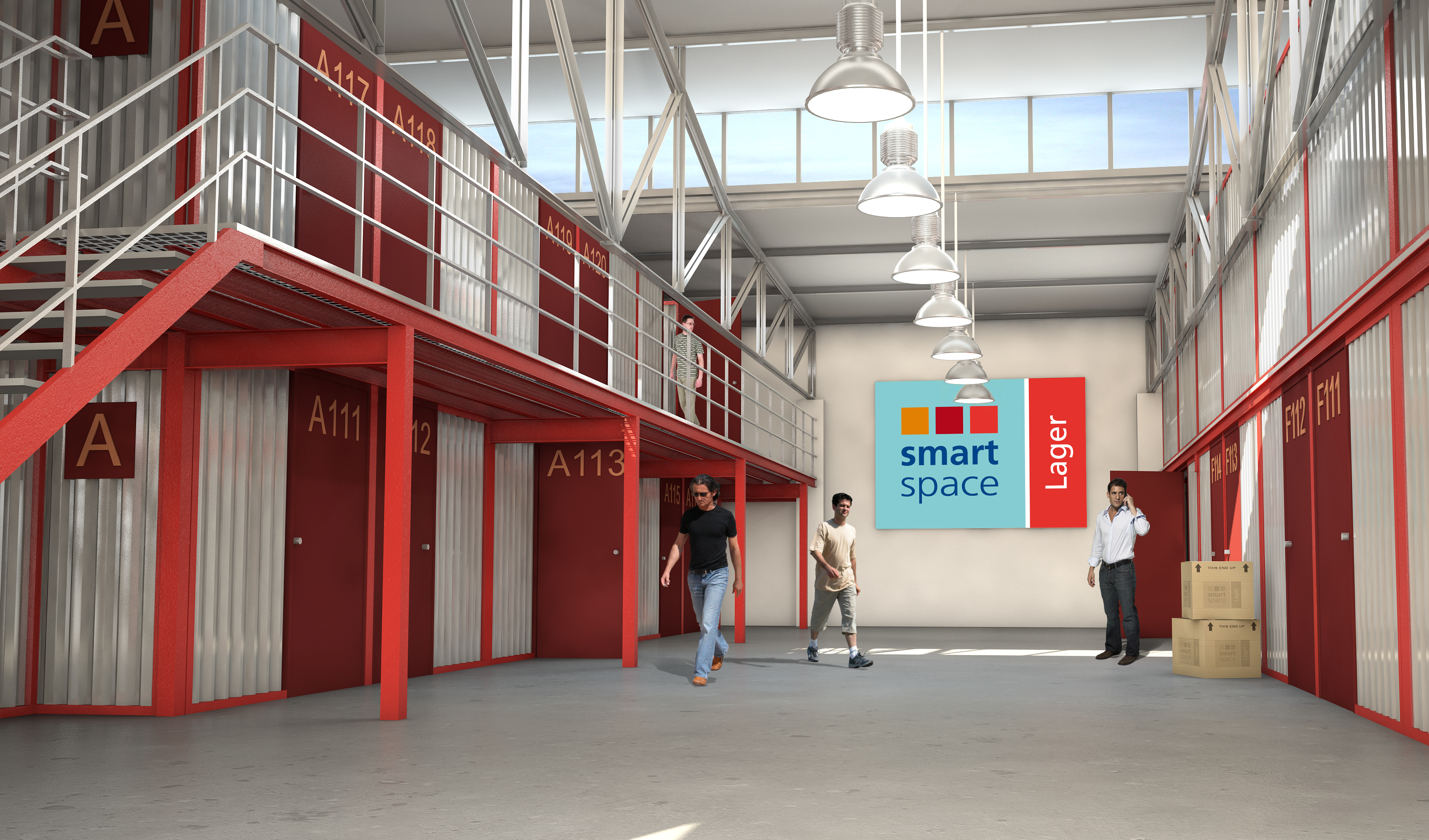
ヨーロッパのセルフストレージ施設（トランクルーム）

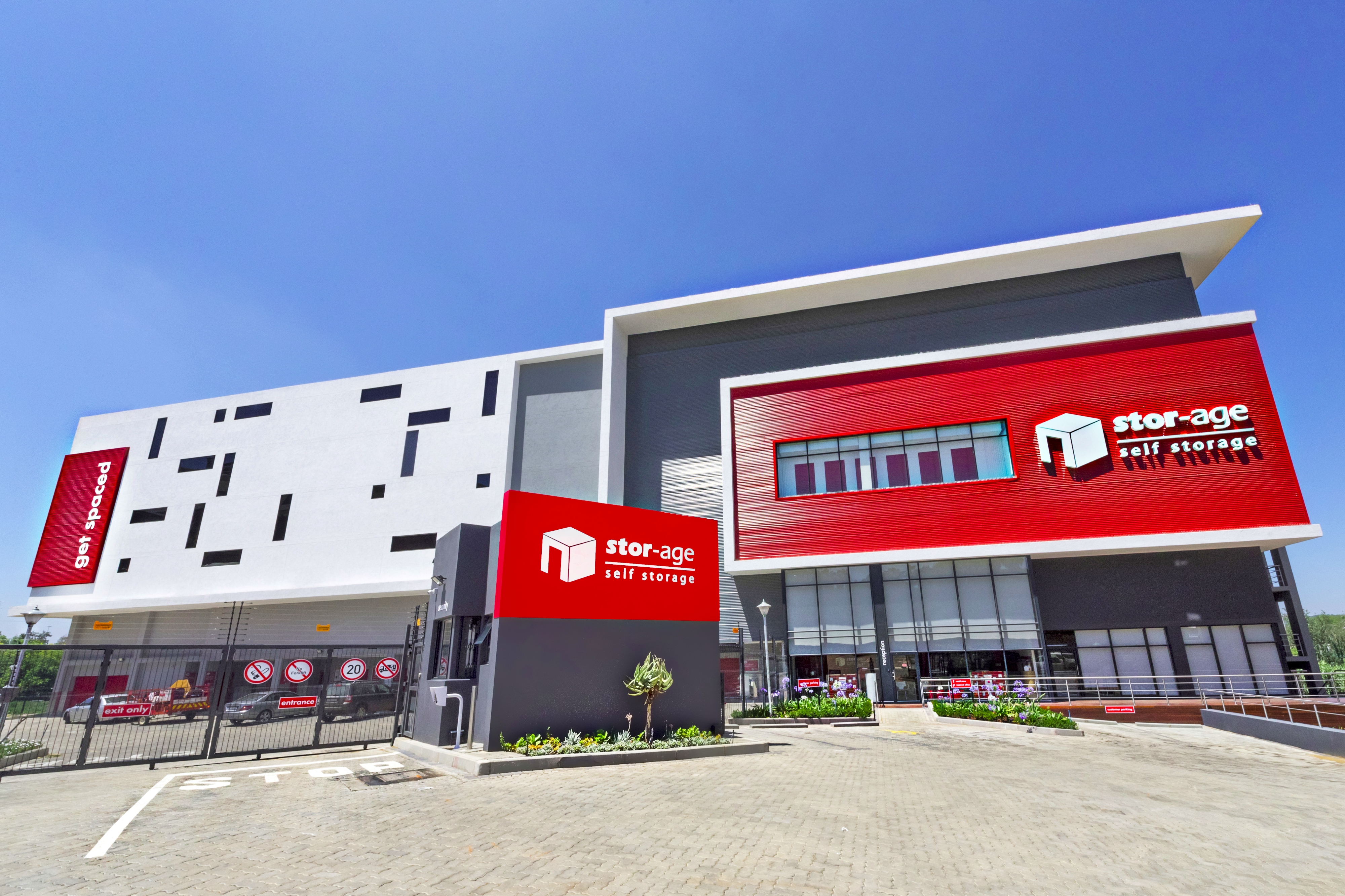
南アフリカで展開するセルフストレージ業者の施設

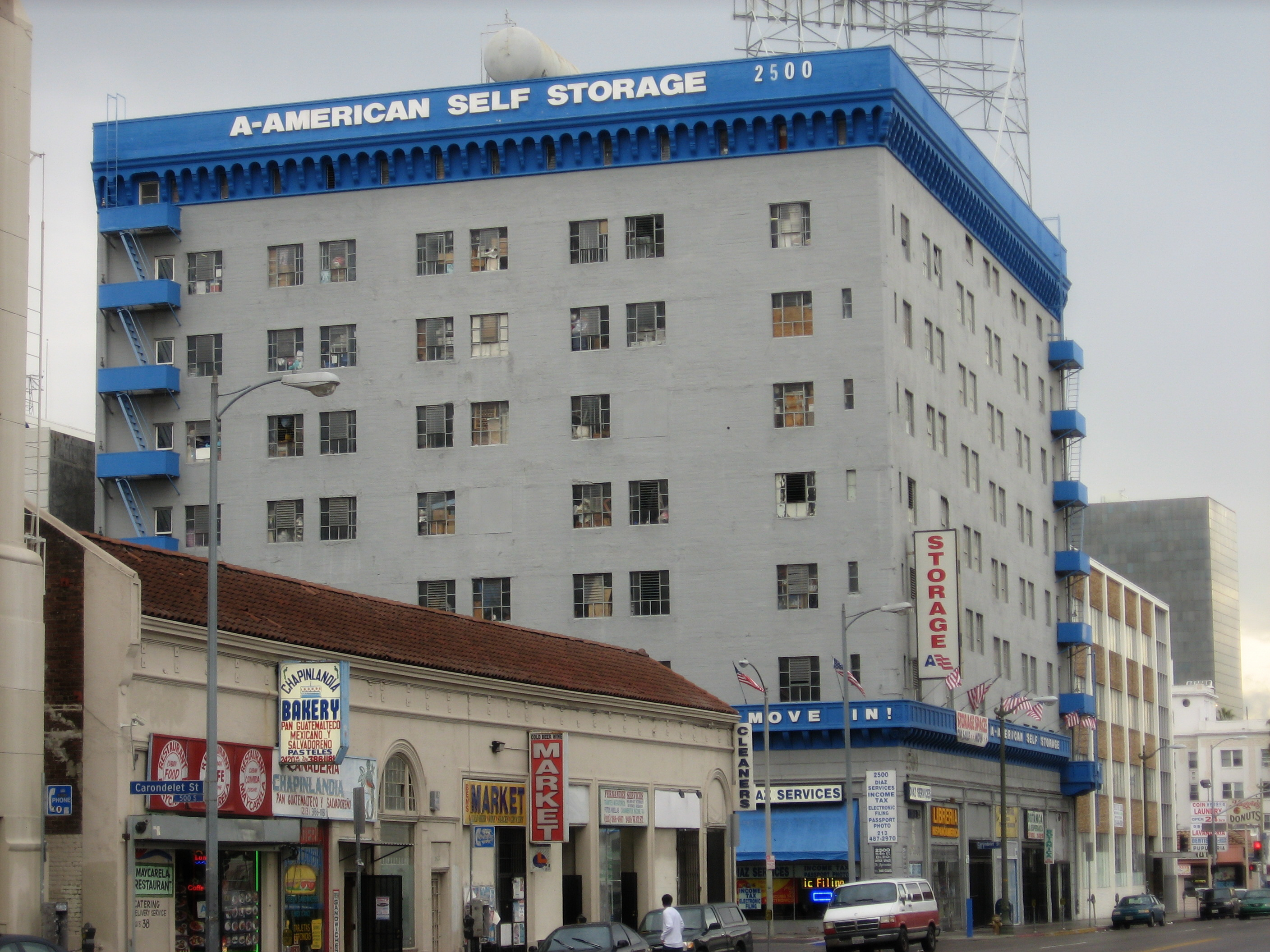
アメリカ合衆国の都市型セルフストレージ施設。古い倉庫ビルをそのまま転用している

トランクルームは、個人や企業の物品を収納する貸し倉庫等の施設。トランクルームは和製英語で、英語ではセルフストレージ（Self storage）と称する。

## 概要
個人においては衣類や趣味・レジャー用品などの日常使用しないもの、企業においては日常使用しない事務機器や書類などを収納するための貸し倉庫を指す。
広義では、倉庫業法に基づき業者に収納物の管理責任があるものと、賃貸借契約(不動産賃貸)に基づき利用者に管理責任があるものとの2種類があり、市場への供給量は後者の方が多い。狭義では前者のみを指して用いる場合もある。実態に基づいてさらに詳しく分類すると、「認定トランクルーム」「営業倉庫の標準寄託約款に基づくトランクルーム」「不動産賃貸のレンタル収納スペース」「野積みコンテナ」の4つのカテゴリーに分けられる。
利用客は法人と、富裕層の個人客が多かったが、住宅地付近を中心に一般層の利用が増加しており、主な利用者の9割は個人である。
東日本大震災以降、災害の発生に備えて家財道具や思い出の品などを自宅以外の場所に収納しておくといった“リスク分散”の観点からトランクルームの利用が広がっている。

### 収納ビジネスの市場規模
矢野経済研究所による調査では、収納ビジネス（トランクルーム・レンタル収納・コンテナ収納）の市場規模は前年度比4%増の約456億円（2011年度）と推計。東日本大震災を契機としたリスク分散としてのニーズの増加なども重なり、2012年度も前年度比4%増の約474億円（見込み）と市場の拡大が予測されている。なお、市場規模（2011年度）の内訳としては倉庫業が手掛ける「トランクルーム」が約33億円（前年度比約4.7％増）、「レンタル収納」が約200億円（前年度比約4％増）、「コンテナ収納」が約222億円（前年度比約3.9％増）と推計される。

### 屋内型トランクルームの供給室数（東京23区）
東京23区の屋内型トランクルーム数は2012年末時点で58,448室と2008年に比べほぼ倍増した。2011年末に比べても6％増加している。また、2012年の東京23区の屋内型トランクルームの平米単価は平均7,503円/月と2011年に比べ1.8％下落した。貸しビル業者等が空きスペースをトランクルームとして有効活用するといった動きが活発化していることが一因である。

## トランクルームの分類
トランクルームと称して運営されている業態は主に2つに分類されている。

### 営業倉庫のトランクルーム
倉庫業法第二条に定義される「その全部又は一部を寄託を受けた個人（事業として又は事業のために寄託契約の当事者となる場合におけるものを除く。以下「消費者」という。）の物品の保管の用に供する倉庫」をいい、国土交通省が定める標準トランクルーム約款が採用されている。また寄託契約に基づき、物品の保管保証がある。
さらに、同法第二十五条に基づき基準を満たした場合優良である旨の国土交通大臣の認定（認定トランクルーム・優良トランクルーム）を受けることができる。
標準トランクルームサービス約款では、荷物の出し入れを倉庫業者が行うか、利用者が出し入れする時には倉庫業者の担当者が立ち会うことを定めており、その際には利用者から受取証と印鑑の提出による申込が必要である。出し入れ、点検は倉庫業者が定める営業時間内に限定され、保管料とは別に荷役料を課金する場合もある。

### 不動産賃貸のレンタル収納スペース
上記以外の主に不動産業者が行うスペース提供サービス。倉庫業法に基づかないため、主に不動産賃貸借契約に基づく場合が多く物品への保険が付与されない場合が多い。
セルフサービス方式で利用する施設が多く、出し入れのための手続きは業者ごとの設定によってさまざまである。24時間年中無休で、利用者の希望する時間に出し入れできる施設がある。
主に複合ビルやマンションの1室や、空き地に置いた中古コンテナを改装した事例がある。住宅やオフィス街などに立地するものが多く、一方で湾岸部や工業地帯などに多数存在する倉庫と対比する関係になっている。首都圏の大規模オフィスビル建築ラッシュなどの結果として、老朽化したビルの空室率が高まり続けており、レンタル収納スペースに転用する例が増えている。
2003年5月国土交通省の提言により「レンタル収納スペース推進協議会」が設立され、モデル約款、保険等の整備を行っている。また当協議会の基準を充たした協会員の施設には「RS推奨マーク」を付与している。2010年10月に一般社団法人となり、会員は小田急電鉄、押入れ産業をはじめとする15社で構成されている。
不動産業者以外では、鉄道会社が高架下を活用してレンタル収納スペースを運営しているものがある。
高速道路運営会社が所有する高架下の土地をトランクルームとする事業も予定されている。2010年、首都高速道路株式会社は寺田倉庫との事業協力にて高架下でのトランクルーム事業を開始した。
| 名称             | 営業倉庫のトランクルーム             | 不動産賃貸のレンタル収納スペース         |
| ---------------- | ------------------------------------ | ---------------------------------------- |
| 契約形態         | 寄託契約（ものを預かる契約）         | 賃貸契約（場所を貸す契約）               |
| 売上             | 物品の預かり料                       | スペースに応じた賃貸収入                 |
| 参入制限         | 倉庫業法に基づく国交省の許認可が必要 | 特になし                                 |
| 保管物の出し入れ | 業者の立ち会いが必要（基本的に有料） | 自由（基本的に無料）                     |
| 利用時間         | 倉庫の営業時間内                     | 原則自由（24時間など）                   |
| 保証義務         | あり（預かったものを保全する）       | なし（場所を貸すだけでものを保全しない） |

## 主な企業
- イナバクリエイト - イナバボックス
- エリアリンク
- 押入れ産業
- 加瀬倉庫 - 加瀬のレンタルボックス
- キュラーズ
- 三協フロンテア - U-SPACE
- 収納ピット-アンビシャス
- 住友倉庫
- ストレージ王
- スペラボ
- 大和情報サービス（大和ハウスグループ） - D-trunk
- 寺田倉庫
- 東陽倉庫
- 三井倉庫
- 三菱倉庫
- ライゼ - ライゼボックス
- UKトランク

## 過去の経緯

### 倉庫業者による消費者向けサービスの歴史
昭和6年に倉庫業者がトランクルームを開設したのが始まり。
昭和50年代頃から倉庫会社などによる主に個人消費者を対象とした保管業務を行うサービスが首都圏を中心に広がった。その当時まで機能、施設に関する基準は特になく、その内容は様々であった。
また、この普及に伴い倉庫会社と消費者との間でのトラブルも続出し、1986年（昭和61年）5月に標準トランクルームサービス約款が告示され、同年8月より実施された。
それまでは、企業間の取引を前提として制定された従来の標準倉庫寄託約款を、消費者向けのサービスに適用していた。その中で、消費者との間でトラブルが発生したときに、必ずしも消費者保護の観点から適切な解決が得られないという問題が生じたため、利用者の保護を図るために標準トランクルームサービス約款が制定された。
また2001年（平成13年）6月には倉庫業法が一部改訂され、「優良なトランクルームを国が認定する制度の創設」「倉庫業者以外の者（不動産賃貸業者など）による消費者を誤認させる行為の禁止」などが盛り込まれた。
国土交通省と倉庫業者の側からは、以下のように許認可を受けた倉庫業者だけがトランクルームという名称を使用するべきであるとの見解が述べられている。国土交通省運輸政策局が発行する「運輸政策研究 Vol.6 No.3 2003 Autumn （通巻022号）」では、倉庫業者の代表を含む調査委員会が国土交通省によって設置され、倉庫業者がトランクルームの名称を使用し、非倉庫業者はこれとは異なる名称を使用することが提案された。
国土交通省 総合政策局貨物流通施設課が2005年に行った提言では、「トランクルームサービスには、倉庫業者と非倉庫業者が提供するサービスがあり、前者は事業者が保管責任を負い、後者は利用者の自己責任に委ねられているが、そうした違いについて、利用者が十分に理解していない面がある。」と、注意を喚起している。